# جیسون کولینا
جیسون کولینا (هلندی: Jason Čulina؛ زادهٔ ۵ اوت ۱۹۸۰) یک بازیکن فوتبال اهل استرالیا است.
وی همچنین در تیم ملی فوتبال استرالیا بازی کرده‌است.